# Paracles reversa
Paracles reversa là một loài bướm đêm thuộc phân họ Arctiinae, họ Erebidae.